# Egira alternatus
Egira alternatus là một loài bướm đêm trong họ Noctuidae.